# Alexander Schlager
Alexander Schlager, född 1 februari 1996, är en österrikisk fotbollsmålvakt som spelar för Red Bull Salzburg. Han representerar även Österrikes landslag.
Schlager var Österrikes lagkapten under U21-EM 2019.